# Лудзя
Лу́дзя (рос. Лудзя) — річка в Удмуртії (Вавозький та Увинський райони), Росія, права притока Вали.
Довжина річки становить 19 км. Бере початок на західній околиці присілка Овражино на території Вавозького району, середня течія проходить територією Увинського району, впадає до Вали за 1,5 на схід від присілка Барміно на території знову Вавозького району. Річка протікає спочатку на південний схід, потім різко повертає на південний захід. Через річку збудовано автомобільний міст у присілку Косоєво.
Над річкою розташовані населені пункти Увинського району — Овражино, Тимофієвське, Косоєво.